# (73403) 2002 LG23
(73403) 2002 LG23 – planetoida z pasa głównego asteroid okrążająca Słońce w ciągu 5,27 lat w średniej odległości 3,03 j.a. Odkryta 8 czerwca 2002 roku.